# Valentina Abril
Laura Valentina Abril Restrepo, également nommée Laura Abril ou Valentina Abril, née le 28 janvier 1990 à La Cumbre, est une coureuse cycliste colombienne. Spécialisée en VTT cross-country, elle est championne du monde de cross-country juniors en 2008, et plusieurs fois médaillée d'or lors de compétitions continentales. Elle est ainsi championne panaméricaine de relais mixte en 2011, 2014, 2015 et 2018, médaillée d'or du cross-country aux Jeux sud-américains de 2010 et 2018, et aux Jeux bolivariens de 2017. Elle a représenté la Colombie aux Jeux olympiques de 2012 mais n'a pas terminé la course.

## Palmarès

### Championnats du monde
- Fort William 2007
  - 13e du cross-country juniors
- Val di Sole 2008
  -  Championne du monde de cross-country juniors
- Champéry 2011
  - 30e du cross-country

### Championnats panaméricains
- 2011
  -  Championne panaméricaine du cross-country espoirs
  -  Championne panaméricaine de relais mixte
- 2012
  -  Médaillée d'argent du cross-country espoirs
- 2013
  -  Médaillée de bronze du cross-country
- 2014
  -  Championne panaméricaine de relais mixte
- 2015
  -  Championne panaméricaine de relais mixte
- 2018
  -  Championne panaméricaine de relais mixte
  - 5e du cross-country

### Jeux sud-américains
- Medellin 2010
  -  Médaillée d'or du cross-country
- 2014
  - 9e du cross-country
- Cochabamba 2018
  -  Médaillée d'or du cross-country

### Jeux d'Amérique centrale et des Caraïbes
- 2014
  - 6e du cross-country
- 2018
  -  Médaillée d'argent du cross-country

### Jeux bolivariens
- Santa Marta 2017
  -  Médaillée d'or du cross-country

### Championnats nationaux
- Championne de Colombie de cross-country en 2014, 2017, 2018, 2019 et 2021